# Lecanoromycetes
Lecanoromycetes es una clase de hongos perteneciente a la división Ascomycota y subdivisión Pezizomycotina. La clase tiene alrededor de 13,500 especies y por tanto, es la clase de hongos más rica en especies. Las especies consisten en hongos formadores de líquenes.

## Características
La mayoría de las especies forman apotecios como cuerpos fructíferos. Los sacos de esporas (ascas) son generalmente de estructura compleja, pero en las familias Caliciaceae, Porinaceae y Coenogoniaceae tienen un tipo diferente de estructura. Algunas bolsas de esporas forman más de 100 esporas, pero este número depende de la evolución dentro de la clase. Algunas familias, como las Porinaceae y Thelenellaceae, también forman peritecios como cuerpos fructíferos.
Las paráfisis son de forma simple o ramificadas y a menudo se hinchan en la parte superior. El himenio es a menudo gelatinoso. Son anamorfos y por ello la reproducción es asexual donde forman picnidios en su ciclo vital.

## Estilo de vida
La clase cuenta aproximadamente el 90% de todos los hongos formadores de líquenes. En algunos casos, los hongos viven en otros líquenes como parásito o saprofitos. La mayoría de las especies viven como líquenes en una simbiosis mutualista junto con algas verdes. Algunos líquenes (generalmente en el orden Peltigerales) viven también junto con las cianobacterias.

## Taxonomía
Los lecanoromicetos están estrechamente relacionados con la clase Eurotiomycetes. La clasificación dentro de la clase todavía está cambiando y no está definida. No todas las especies de la subclase más grande Lecanoromycetidae aún se han clasificado. Hibbett et al. (2007) clasifica la clase de la siguiente manera:
- Subclase Acarosporomycetidae
  - Acarosporales
- Subclase Lecanoromycetidae
  - Caliciales
  - Lecanorales
  - Lecideales
  - Leprocaulales
  - Peltigerales
  - Rhizocarpales
  - Sporastatiales
  - Teloschistales

- Subclase Ostropomycetidae
  - Baeomycetales
  - Graphidales
  - Gyalectales
  - Odontotrematales
  - Ostropales
  - Pertusariales
  - Sarrameanales
  - Schaereriales
  - Thelenellales

- Incertae sedis
  - Candelariales
  - Micropeltidales
  - Turquoiseomycetales
  - Umbilicariales